# Tubificoides scoticus
Tubificoides scoticus är en ringmaskart som beskrevs av Brinkhurst 1985. Tubificoides scoticus ingår i släktet Tubificoides och familjen glattmaskar. Arten är reproducerande i Sverige. Inga underarter finns listade i Catalogue of Life.